# Hermòcrates de Iasos
Hermòcrates de Iasos (en llatí Hermocrates, en grec antic Ἑρμοκράτης) fou un escriptor grec nadiu de Iasos, la fama del qual deriva únicament de què fou un dels mestres de Cal·límac, el retòric més distingit del seu temps.